# Rizlen Zouak
Rizlen Zouak, née le 14 mai 1986 à Beaune en France, est une judoka et pratiquante de MMA franco-marocaine en activité évoluant dans la catégorie des  moins de 61 kg.

## Biographie
Rizlen Zouak est plusieurs fois championne d’Afrique (-63 kg), et la première femme dans l'histoire du judo marocain à se qualifier aux Jeux olympiques (Londres 2012-Rio 2016). Elle devient aussi la première combattante marocaine en MMA (arts martiaux mixtes). Issue d'une famille de combattants du côté de sa mère, son grand-père maternel, pratiquant la boxe anglaise, affronta Marcel Cerdan au Maroc. Plusieurs de ses oncles maternels pratiquèrent la lutte gréco-romaine.

## Palmarès

### Championnats d'Afrique
- Médaille d'argent lors des Championnats d'Afrique 2016 à Tunis (Tunisie).
- Médaille d'or lors des Championnats d'Afrique 2015 à Libreville (Gabon).
- Médaille de bronze lors des Championnats d'Afrique 2014 à Port-Louis (Maurice).
- Médaille d'or lors des Championnats d'Afrique 2013 à Maputo (Mozambique).
- Médaille d'or lors des Championnats d'Afrique 2012 à Agadir (Maroc).
- Médaille de bronze lors des Championnats d'Afrique 2011 à Dakar (Sénégal).

### Championnats d'Europe
- Médaille de bronze lors des Championnats d'Europe - 23 ans  2008 à Zagreb (Croatie).
- médaille d’or championnat d’Europe par équipe en Hongrie en 2008

### Championnats de France
- Médaille de bronze lors des Championnats de France 2010 à Périgueux (France).
- Médaille de bronze lors des Championnats de France 2008 à Toulon (France).

### Divers
- Médaille d'argent lors du Grand Prix 2014 à Samsun (Turquie).
- Médaille de bronze lors des Jeux méditerranéens de 2013 à Mersin (Turquie).
- Médaille d'or lors des Jeux de la Francophonie de 2009 à Beyrouth (Liban).
- Médaille d'or lors des Jeux de la Francophonie de 2005 à Niamey (Niger).
- Médaille d'or lors des Jeux panarabes de 2011 à Doha (Qatar).